# ビレッタ帽
ビレッタ帽（ビレッタぼう、英語:Biretta、ラテン語：Biretum）は、カトリック教会の聖職者たちが伝統的に着用する角帽子であり、英国国教会やルター派の教会でも使用しているところがある。先のとがった端やつばの部分にタフト（飾り玉）を載せて装飾することもある。また、司祭の角帽のことをビレッタ帽と呼ぶこともある。イタリアの一部の大学では、博士号を取得したときビレッタ帽と同じような形の帽子をかぶり、チャンネル諸島の弁護士のように、法廷の弁護士たちも特別な行事の際に着用することがある。

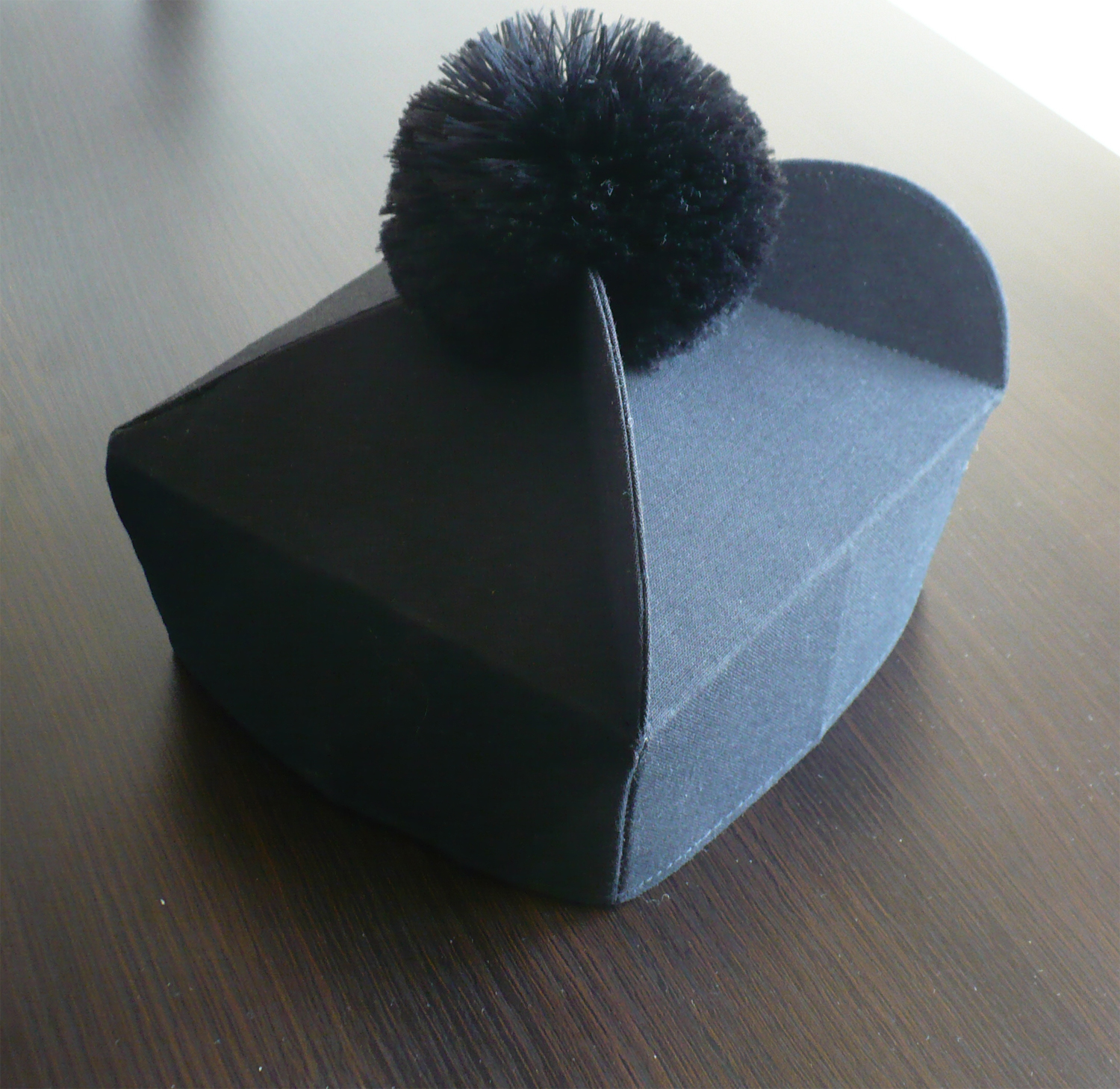
伝統的なビレッタ帽

## 起源
起源は不明だが、記録上は10世紀初頭に最古の言及が見られる。また、中世のビレッタは、今日一般の大学の式典で使用される四角帽の原型である。キリスト教の聖職者の装飾として広範に使われはじめたことが確認されるのは1311年のベルガモにおける宗教会議からであり、聖職者らは「（聖職者ではない）信徒の作法に倣ってビレッタ帽を」着用したと記録されている。なお、タフト（飾り玉）は後世になって付けられたものであり、初期のビレッタ帽には付いていない。

## 典礼用ビレッタ

### カトリック
カトリック教会では、枢機卿や司祭、助祭、神学生など全ての階級においてビレッタ帽が典礼に用いられる。枢機卿のものは緋色(scarlet)に染められた絹のビレッタ帽を被る。第2バチカン公会議以降の式典では、ガレロ(en:garelo)帽を枢機卿に戴冠すべき所で深紅のビレッタ帽を被せるようになった。司教は赤紫色(amaranth)のビレッタ帽をかぶり、司祭、助祭、神学生は黒である。なお、ローマ教皇はベネディクト16世以降、ビレッタ帽を着用せず、古い形式のカマウロ(en:camauro)帽を被るようになった。

### 英国国教会
ビレッタ帽は時折、聖公会の高教会派の聖職者によって着用される。聖堂参事会員や司祭長はよく紫色の飾り玉を付けた黒いビレッタ帽を着用する。

## 学術ビレッタ

### 世俗大学での使用
中世の大学では、ビレッタ帽と共に修士号・博士号を授与し、その人が学位を持つ人物である証明になっていた。その後、ヨーロッパを中心に大学の学位授与式で用いられるビレッタ帽は博士帽として様々な形に変化し、その博士帽のことを「ビレッタ」と呼ぶようになった。ただし、それは厳密にはビレッタ帽ではなく、ビレッタ帽に似せた帽子が世俗の大学の博士帽として用いられている。

### 神学校での使用
神学校やキリスト教大学で学位を授与する際、叙任された者か平信者であるかに関わらず「博士の権威を示すものは、4つの角があるビレッタである」。聖書の注釈書であるCodex Iuris Canonici(1917)では、キリスト教会の式典では哲学・神学・教会法・聖書という聖職者としての4つの学問を修めたことを学校から認められた場合、ビレッタ帽を着用することができると定めている。

### ビレッタ帽の色
神学校やキリスト教大学では通常の場合、学位授与の際のビレッタ帽の色は黒であるが、学位の種類によって帽子の上から垂らす紐の色が違う。
- 神学(S.T.D.)：緋色(Scarlet)
- 聖職者(D.Min.)：深紅(Crimson)
- 教会法(J.C.D.)：緑
- 哲学(Ph.D.)：青